# Ewa Ernst-Dziedzic

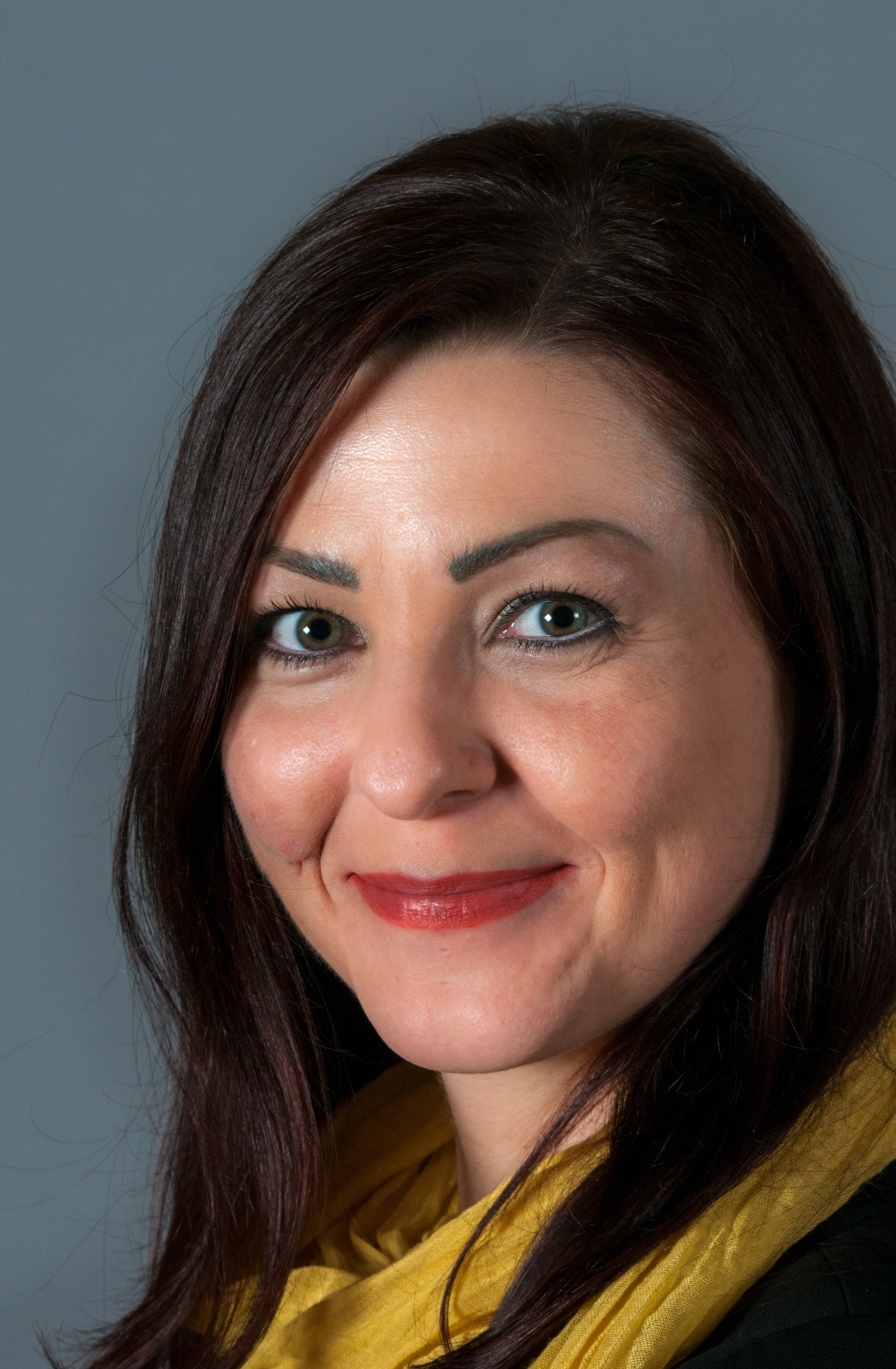
Ewa Dziedzic (2017)

Ewa Ernst-Dziedzic, geboren als Ewa Dziedzic, (* 16. Juni 1980 in Proszowice, Volksrepublik Polen) ist eine österreichische Politikerin (Die Grünen) und Politikwissenschaftlerin. Dziedzic war von November 2015 bis Oktober 2019 vom Wiener Landtag und Gemeinderat entsandtes Mitglied des österreichischen Bundesrates, vom 23. Oktober 2019 bis zum 23. Oktober 2024 war sie Abgeordnete zum Nationalrat.

## Ausbildung und Beruf
Ewa Dziedzic wurde am 16. Juni 1980 in der polnischen Stadt Proszowice geboren. Sie migrierte im Jahr 1990, im Alter von 10 Jahren, nach Österreich und besuchte in Wien ein Oberstufenrealgymnasium. Anschließend studierte sie an der Universität Wien Publizistik, Philosophie und Politikwissenschaften. Die Studienfächer Philosophie und Politikwissenschaften vertiefte sie auch im Rahmen eines Doktoratsstudiums und promovierte schließlich zur Doktorin philosophiae (Dr. phil.). Beruflich wurde sie darauf folgend als Lektorin und wissenschaftliche Mitarbeiterin am Institut für Politikwissenschaften der Universität Wien angestellt. Ab dem Jahr 2008 war sie als politische Referentin im Parlamentsklub der Grünen tätig. Am 12. März 2014 verlieh die Wiener Landesregierung der bis dahin polnischen Staatsbürgerin die österreichische Staatsbürgerschaft.

## Politischer Werdegang
Dziedzic engagierte sich zunächst im Rahmen verschiedener NGOs und zivilgesellschaftlicher Initiativen, ehe sie ab 2006 in Teilorganisationen der Grünen tätig wurde. Ab 2008 arbeitete sie auch beruflich bei den Grünen, als Referentin im Parlamentsklub. 2010 wurde Ewa Dziedzic mit der Wahl zur Bezirksrätin in der Brigittenau erstmals in ein politisches Amt gewählt. Ebenfalls 2010 wurde sie Mitglied im Vorstand der Grünen Frauen Wien.
Seit 2011 ist Ewa Dziedzic Mitglied im Präsidium der Wiener Landeskonferenz der Grünen, seit 2013 Wiener Delegierte zum grünen Bundeskongress. Sie ist aktuell Frauensprecherin der Grünen Frauen Wien und Mitglied im Vorstand des Frauenrings Österreich sowie im Vorstand von One Billion Rising Österreich.
Im November 2015 wurde Ewa Dziedzic von der Mitgliederversammlung der Wiener Grünen als Nachfolgerin von Marco Schreuder zum Mitglied des Bundesrates designiert und daraufhin vom Wiener Landtag und Gemeinderat in dessen erster Sitzung nach der Landtags- und Gemeinderatswahl in Wien 2015 in den Bundesrat entsandt.
Bei der Nationalratswahl 2019 kandidierte sie für die Wiener Grünen auf dem zweiten Listenplatz im Landeswahlkreis Wien. Nach ihrem Wechsel in den Nationalrat am 23. Oktober 2019 zu Beginn der XXVII. Gesetzgebungsperiode übernahm Marco Schreuder ihr Mandat im Bundesrat. Im September 2020 wurde Meri Disoski auf der grünen Bundesfrauenkonferenz zu ihrer Nachfolgerin als Vorsitzende der Grünen Frauen Österreichs gewählt.
Im März 2024 kündigte sie ihren Rückzug aus der Parteipolitik an, für die Nationalratswahl 2024 verzichtete sie auf eine Kandidatur.
Im Juli 2025 wurde Ewa Ernst-Dziedzic mit dem Großen Goldenen Ehrenzeichen für Verdienste um die Republik Österreich ausgezeichnet.

## Privates
Dziedzic heiratete am 10. Juni 2019 im Rahmen der EuroPride ihre Partnerin Anja Ernst. Es handelte sich um das 100. gleichgeschlechtliche Hochzeitspaar seit dem 1. Jänner 2019 in Wien.